# マルティン・デミチェリス
マルティン・ガストン・デミチェリス（Martín Gastón Demichelis, 1980年12月20日 - ）は、アルゼンチン・コルドバ州出身の元サッカー選手、現サッカー指導者。元アルゼンチン代表。現役時代のポジションはディフェンダー（センターバック）、ミッドフィールダー（センターハーフ）。イタリア国籍も所持している。

## 経歴

### クラブ

#### CAリーベル・プレート
横浜マリノスなどで監督を務めたホルヘ・ソラーリに才能を見出され、レナト・セサリーニでプレーしている時に、ブエノスアイレスに本拠地を置くCAリーベル・プレートに引き抜かれた。1998年にトップチームデビューしたが、2001年までは自身の立ち位置を確立することができなかった。その後はラモン・ディアス監督指揮下のチームで見事なプレーを見せ、最終ラインの要として2度のリーグ優勝を果たした。

#### バイエルン・ミュンヘン
2003年7月1日にドイツのバイエルン・ミュンヘンに移籍した。バイエルンにとって初のアルゼンチン人選手の獲得であった。9月27日のFCハンザ・ロストック戦でデビューし、2003-04シーズンは負傷離脱したトルステン・フリンクスに代わってセンターハーフの位置で出場することが多かった。このシーズンは戦線離脱を繰り返し、満足な結果を残せなかったが、2004年夏に就任したフェリックス・マガト監督の下で先発メンバーに定着し、2004-05シーズン、2005-06シーズンの2冠達成の重要な役割を担った。2007-08シーズンには自身の起用法をめぐってオットマー・ヒッツフェルト監督と対立した。ヒッツフェルト監督はデミチェリスをセンターハーフとしてプレーさせたがったが、デミチェリスはセンターバックでのプレーを希望し、クラブから1試合の出場停止処分を言い渡された。2009年夏にルイ・ファン・ハール監督が就任すると、若手のホルガー・バトシュトゥバーが積極的に起用され、デミチェリスの出場機会は減少した。2009-10シーズンはリーグ戦とカップ戦の2冠に輝き、UEFAチャンピオンズリーグでは決勝に進出したが、リーグ戦では21試合しか出場できない不完全燃焼のシーズンとなった。2010-11シーズン開幕戦のVfLヴォルフスブルク戦では招集メンバー入りを拒否し、他クラブへの移籍を志願すると、ファン・ハール監督もそれを了承した。

#### マラガCF
2010年12月30日、リーベル時代の恩師マヌエル・ペレグリーニ監督が率いるスペインのマラガCFに移籍した。移籍後はCBのレギュラーとして起用され、守備を引き締めるとともにチームの反転攻勢に尽力。終盤戦には5連勝も記録し、最終的には11位に滑り込んだ。翌2011-12シーズンは精彩を欠くプレーを見せながらも引き続きCBのレギュラーとして出場していたが、ジェレミー・トゥラランの負傷後は守備的MFに回り高いパフォーマンスを発揮し、チームの4位フィニッシュ及び史上初となるUEFAチャンピオンズリーグの出場権獲得に貢献した。

#### アトレティコ・マドリード
2013年7月11日、フリートランスファーでアトレティコ・マドリードに加入。契約は1年間。

#### マンチェスター・シティFC
9月1日、アトレティコで公式戦出場がないまま恩師マヌエル・ペレグリーニ率いるマンチェスター・シティFCに移籍決定。契約は2年間。2015-16シーズン終了後、契約満了に伴い退団した。

#### RCDエスパニョール
2016年8月10日、RCDエスパニョールへ移籍することが発表された。リーグ戦2試合出場のみと出場機会に恵まれず、2017年1月10日に契約解除された。

#### マラガCF
2017年1月17日、マラガCFに加入した。3年半ぶりの古巣マラガCF復帰となる。2017年5月15日、デミチェリス本人は愛着あるリーベル・プレートかマラガでキャリアを終えたい胸中を明かしたうえで、2016-17シーズン一杯での現役引退を発表した。

### 代表
ホセ・ペケルマン監督によってアルゼンチン代表に招集され、2005年11月12日のイングランドとの親善試合でデビューした。クラブの地元ドイツで開催された2006 FIFAワールドカップのメンバーには選ばれていない。2007年9月11日、オーストラリア戦 (1-0) で代表初得点となる決勝点を決めた。2010 FIFAワールドカップに出場し、ギリシャ戦でアルゼンチン代表の同大会初得点を決めた。
2015年6月1日、コパ・アメリカ後に代表から引退することを表明したが、その後も代表に呼ばれ続けていた。

## 指導者経歴
現役を退くとそのまま当時マラガを率いていたミチェルのアシスタントコーチに就任した。2018年1月にミチェルは解任されたものの、デミチェリス自身は後任のホセ・ゴンザレスのアシスタントコーチも果たした。
2019年6月27日、バイエルン・ミュンヘンU-19チームの監督に就任した。
2021年4月4日、FCバイエルン・ミュンヘンIIの監督に就任し、2021-22シーズンは国内リーグを2位で終えた。
2022年11月、古巣であるリーベル・プレートの監督就任が決定した。

## 個人成績

### クラブ
| クラブ                   | シーズン | リーグ                   | リーグ | リーグ | カップ | カップ | リーグカップ | リーグカップ | 国際大会 | 国際大会 | その他 | その他 | 合計 | 合計 |
| クラブ                   | シーズン | リーグ                   | 出場   | 得点   | 出場   | 得点   | 出場         | 得点         | 出場     | 得点     | 出場   | 得点   | 出場 | 得点 |
| ------------------------ | -------- | ------------------------ | ------ | ------ | ------ | ------ | ------------ | ------------ | -------- | -------- | ------ | ------ | ---- | ---- |
| リーベル・プレート       | 2001-02  | プリメーラ・ディビシオン | 17     | 0      | –      | –      | –            | –            | 7        | 1        | –      | –      | 24   | 1    |
| リーベル・プレート       | 2002-03  | プリメーラ・ディビシオン | 35     | 1      | –      | –      | –            | –            | 11       | 1        | –      | –      | 46   | 2    |
| リーベル・プレート       | 合計     | 合計                     | 52     | 1      | –      | –      | –            | –            | 18       | 2        | –      | –      | 70   | 3    |
| バイエルン・ミュンヘンII | 2003-04  | レギオナルリーガ         | 1      | 0      | –      | –      | –            | –            | –        | –        | –      | –      | 1    | 0    |
| バイエルン・ミュンヘン   | 2003-04  | ブンデスリーガ           | 14     | 2      | 2      | 0      | 0            | 0            | 5        | 0        | –      | –      | 21   | 2    |
| バイエルン・ミュンヘン   | 2004-05  | ブンデスリーガ           | 23     | 0      | 5      | 0      | 2            | 0            | 5        | 0        | –      | –      | 35   | 0    |
| バイエルン・ミュンヘン   | 2005-06  | ブンデスリーガ           | 27     | 1      | 4      | 0      | 1            | 0            | 8        | 2        | –      | –      | 40   | 3    |
| バイエルン・ミュンヘン   | 2006-07  | ブンデスリーガ           | 26     | 3      | 2      | 0      | 1            | 0            | 6        | 0        | –      | –      | 35   | 3    |
| バイエルン・ミュンヘン   | 2007-08  | ブンデスリーガ           | 28     | 1      | 4      | 0      | 2            | 0            | 10       | 0        | –      | –      | 44   | 1    |
| バイエルン・ミュンヘン   | 2008-09  | ブンデスリーガ           | 29     | 4      | 3      | 0      | –            | –            | 8        | 0        | –      | –      | 40   | 4    |
| バイエルン・ミュンヘン   | 2009-10  | ブンデスリーガ           | 21     | 1      | 4      | 0      | –            | –            | 9        | 0        | –      | –      | 34   | 1    |
| バイエルン・ミュンヘン   | 2010-11  | ブンデスリーガ           | 6      | 1      | 1      | 0      | –            | –            | 2        | 0        | 1      | 0      | 10   | 1    |
| バイエルン・ミュンヘン   | 合計     | 合計                     | 174    | 13     | 25     | 0      | 6            | 0            | 53       | 2        | 1      | 0      | 259  | 15   |
| マラガ                   | 2010-11  | ラ・リーガ               | 18     | 1      | 1      | 0      | –            | –            | –        | –        | –      | –      | 19   | 1    |
| マラガ                   | 2011-12  | ラ・リーガ               | 35     | 2      | 4      | 1      | –            | –            | –        | –        | –      | –      | 39   | 3    |
| マラガ                   | 2012-13  | ラ・リーガ               | 31     | 4      | 3      | 0      | –            | –            | 11       | 1        | –      | –      | 45   | 5    |
| マラガ                   | 合計     | 合計                     | 84     | 7      | 8      | 1      | –            | –            | 11       | 1        | –      | –      | 103  | 9    |
| マンチェスター・シティ   | 2013-14  | プレミアリーグ           | 27     | 2      | 2      | 0      | 2            | 0            | 4        | 0        | –      | –      | 35   | 2    |
| マンチェスター・シティ   | 2014-15  | プレミアリーグ           | 31     | 1      | 0      | 0      | 2            | 0            | 7        | 0        | –      | –      | 40   | 1    |
| マンチェスター・シティ   | 2015-16  | プレミアリーグ           | 20     | 0      | 2      | 0      | 5            | 0            | 4        | 1        | –      | –      | 31   | 1    |
| マンチェスター・シティ   | 合計     | 合計                     | 78     | 3      | 4      | 0      | 9            | 0            | 15       | 1        | –      | –      | 106  | 4    |
| エスパニョール           | 2016-17  | ラ・リーガ               | 2      | 0      | 0      | 0      | –            | –            | –        | –        | –      | –      | 2    | 0    |
| マラガ                   | 2016-17  | ラ・リーガ               | 10     | 0      | 0      | 0      | –            | –            | –        | –        | –      | –      | 10   | 0    |
| 通算                     | 通算     | 通算                     | 401    | 24     | 37     | 1      | 15           | 0            | 97       | 6        | 1      | 0      | 551  | 31   |

## 代表歴

### 出場大会
- アルゼンチン代表
  - 2010 FIFAワールドカップ
  - 2014 FIFAワールドカップ

### 試合数
- 国際Aマッチ 51試合 2得点（2005年-2016年）[14]

| アルゼンチン代表 | 国際Aマッチ | 国際Aマッチ |
| 年               | 出場        | 得点        |
| ---------------- | ----------- | ----------- |
| 2005             | 2           | 0           |
| 2006             | 1           | 0           |
| 2007             | 5           | 1           |
| 2008             | 9           | 0           |
| 2009             | 7           | 0           |
| 2010             | 9           | 1           |
| 2011             | 4           | 0           |
| 2012             | 0           | 0           |
| 2013             | 0           | 0           |
| 2014             | 7           | 0           |
| 2015             | 5           | 0           |
| 2016             | 2           | 0           |
| 通算             | 51          | 2           |

### 得点
| # | 日時          | 場所       | 対戦相手       | スコア | 最終結果 | 大会                    |
| - | ------------- | ---------- | -------------- | ------ | -------- | ----------------------- |
| 1 | 2007年9月11日 | メルボルン | オーストラリア | 1-0    | 1-0      | 親善試合                |
| 2 | 2010年6月22日 | ポロクワネ | ギリシャ       | 1-0    | 2-0      | 2010 FIFAワールドカップ |

## タイトル

### クラブ
リーベル・プレート
- プリメーラ・ディビシオン (2) : 2001-02C, 2002-03C

バイエルン・ミュンヘン
- ブンデスリーガ (4) : 2004-05, 2005-06, 2007-08, 2009-10
- DFBポカール (4) : 2004-05, 2005-06, 2007-08, 2009-10
- DFLリーガポカール (2) : 2004, 2007
- DFLスーパーカップ (1) : 2010

マンチェスター・シティ
- プレミアリーグ (1) : 2013-14
- フットボールリーグカップ (2) : 2013-14, 2015-16